# Karl Strünckmann
Karl-Christoph Strünckmann, Pseudonym Kurt van Emsen, (* 21. März 1872 in Göttingen; † 11. November 1953 in Bad Harzburg) war ein deutscher Psychiater und Pionier der alternativen Medizin.

## Leben
Strünckmann promovierte 1897 an der Universität Leipzig in Medizin. Auf Grund der Lektüre Arthur Schopenhauers war er 1896 Buddhist geworden. Vor 1914 bewegte er sich in der Szene des deutschen Buddhismus um Karl Seidenstücker. Am 12. September 1909 gründete er zusammen mit Karl Seidenstücker, Walter Markgraf, Wolfgang Bohn, und Franz-Joseph Bauer die Deutsche Pali-Gesellschaft, deren Vorsitzender er am 9. Oktober 1910 als Nachfolger von Walter Markgraf wurde. Am 18. April 1911 traten dort er und der gesamte Vorstand wegen Differenzen mit Karl Seidenstücker zurück.
Auch war er in der SPD und trat im Ersten Weltkrieg dennoch in die Deutsche Vaterlandspartei ein. Vom 11. bis 14. Juni 1921 veranstaltete er die „Christrevolutionäre Tagung“ in Stuttgart, wo alle denkbaren Strömungen sich unter den gut 800 Teilnehmern zeigten. Eine Alternative zu den Parteien der Weimarer Republik sollte geboten werden. Für die Christrevolutionäre, die eine Synthese von Jesus und Marx anstrebten, gab er die Zeitschrift „Weltwende“ heraus (1918–1921).
Der Psychiater Strünckmann leitete das Sanatorium Ernseerberg bei Gera und das private Sanatorium „Am Burgberg“ in Bad Harzburg. Ferner leitete er die erste deutsche Coué-Klinik, das Naturheilsanatorium in Blankenburg (Harz), das mit der Autosuggestion arbeitete. Aktiv trat er für die Reformhäuser ein und veranstaltete Seminare für Fachkräfteschulung (auf dem Blankenburger Klinikgelände 1932 Gründung einer Fachschule unter Hans Gregor). Er brachte ein völkisch-nationales Element in die seit Mitte der 1920er Jahre beschworene „Krise der Medizin“ ein: „Es ist mein Glaube, daß das deutsche Volk berufen ist, nach und nach eine ganz neue, rein deutsche Heilkunst zu entwickeln. Diese deutsche Heilkunst der Zukunft wird dann Tatsache geworden sein, wenn das Heilwissen der Heilpraktiker und das Heilwissen der Schulmediziner eine neue Synthese eingegangen sind.“ Allerdings sah er nach dem „Dritten Reich“ bereits ein noch wertvolleres „Viertes Reich“ voraus (1932). Damit stieß er in der NS-Zeit auf wenig Resonanz, mehr jedoch mit seinen Ansätzen zu alternativer Medizin und Naturheilkunde für die Neue Deutsche Heilkunde um den Reichsärzteführer. Er führte jährlich Biologische Wochen zu diversen Themen durch. Strünckmann beteiligte sich auch an der Deutschen Glaubensbewegung, die er aber vom Christentum ganz lösen wollte. Mit Friedrich Schöll arbeitete er 1941 auf mehreren Tagungen zusammen, um die Gründung einer neuen Kirche nach dem Sieg vorzubereiten.

## Schriften
- Beitrag zur Bakteriologie der Puerperalinfektion, [= Dissertation 1897] Berlin 1898
- Warum ist die Akademie für freie, biologische Heilkunst so dringend notwendig? ca. 1900
- Die Naturheilkunde und ihre praktischen Vertreter in Gegenwart und Zukunft, Wolfenbüttel 1907
- Buddhismus und Christentum, in Die Buddhistische Welt, Deutsche Monatsschrift für Buddhismus, Organ der Deutschen Pali-Gesellschaft, IV Jahrgang (1910–1911), Seiten 59–61. https://archive.org/stream/DeutscheBibliographieDesBuddhismus/Deutsche_Bibliographie_des_Buddhismus_150dpi_djvu.txt Dort im pdf-Format Nr. 1851, Seite 121.
- Offener Brief an Walther Rathenau, Stuttgart 1918
- Weltwende. Weckruf der Christlichen Revolutionäre an Alle unter Einsatz des Letzten, zum Durchbruch Entschlossenen, in welchem Lager sie auch heute noch stehen. Herausgeber: Karl Strünckmann. Jg. 3: Weltwende: Kampfschrift des Christlichen Revolutionärs, Soden 1920
- Die Idealisten unter den Heilkundigen und Deutschlands Zukunft, 1927
- Die deutsche Rolle im Weltenspiel. Ein Wegweiser für die Stillen im Lande, Selbstverlag 1928
- Iß Dich gesund durch Frischkost-Rohkost-Sonnenkost: auf dem Wege zur neuen Nervennahrung, Pfullingen 1929
- alias Kurt van Emsen: Adolf Hitler und die Kommenden, 1932
- Das letzte Ziel: Ein Volk! Ein Glaube! Eine Kirche! Blankenburg 1935, 2. Aufl. 1936
- Der Ganzheits-Gedanke in der Ernährung. Vortrag auf d. Frühjahrs-Tagung d. Naturärzte in Bad Harzburg, 1937
- Das deutsche Reformhaus und seine Sendung. Fest-Vortrag auf d. Jubiläums-Tagung d. Reformhaus-Besitzer in Würzburg, August 1939
- Der Ganzheitsgedanke in der Heilkunst, 1940
- Vom Aufbruch zum Durchbruch (50 Jahre der Rückerinnerung eines biologischen Pioniers), Aus: Festschrift zum 50jähr. Bestehen d. Dt. Bundes f. naturgem. Lebens- u. Heilweise (Prießnitz-Bund) e. V., Berlin 1939 („Fünfzig Jahre Arbeit für die Volksgesundheit“)